# Faloppio
Faloppio – miejscowość i gmina we Włoszech, w regionie Lombardia, w prowincji Como.
Według danych na rok 2004 gminę zamieszkiwały 3454 osoby, 863,5 os./km².